# Club Atlético Juventud (Colonia)
El Club Atlético Juventud, más conocido como Juventud de Colonia, es un club de fútbol uruguayo fundado en 1938, en la ciudad de Colonia del Sacramento, Colonia. Participa en la Liga de Fútbol de Colonia, siendo en ella el más laureado y único en ganarla por 10 veces consecutivas

## Uniformes
El uniforme titular consta de camiseta roja con vivos azules, short rojo también con vivos azules y medias rojas; aunque ha cambiado a lo largo de las temporadas con diferentes variaciones de colores en short y medias, siendo en algunas ocasiones color blanco, short azul y medias también azules. 
Teniendo también camisetas alternativas color blanco, gris, azul.

## Palmarés
- Liga de Fútbol de Colonia: 1948, 1958, 1959, 1963, 1966, 1968, 1974, 1975, 1976, 1980, 1983, 1985, 1986, 1989, 1994, 1996, 1997, 1998, 1999, 2000, 2001, 2002, 2003, 2004, 2005, 2007, 2008, 2009, 2010, 2016, 2017, 2019, 2022, 2023[3]
- Campeonato Departamental de Colonia Div. A : 1975, 1999, 2001, 2002, 2019[4]
- Campeonato Departamental de Colonia Div. B: 2009, 2016[3]
- Subcampeón de la Copa Nacional de Clubes (Divisional A) (2): 2001, 2021.
- Subcampeón de la Copa Nacional de Clubes (Divisional B) (1): 2017